# Шнорбах
Шнорбах (њем. Schnorbach) општина је у њемачкој савезној држави Рајна-Палатинат. Једно је од 134 општинска средишта округа Рајн-Хунсрик. Према процјени из 2010. у општини је живјело 241 становника. Посједује регионалну шифру (AGS) 7140138.

## Географски и демографски подаци
Шнорбах се налази у савезној држави Рајна-Палатинат у округу Рајн-Хунсрик. Општина се налази на надморској висини од 428 метара. Површина општине износи 3,4 km². У самом мјесту је, према процјени из 2010. године, живјело 241 становника. Просјечна густина становништва износи 70 становника/km².